# Nathan Oystrick
Nathan Oystrick (* 17. prosinec 1982, Regina, Saskatchewan) je bývalý kanadský profesionální lední hokejista a trenér. Během tří sezón odehrál v severoamerické NHL celkem 65 utkání, dva ročníky odehrál za HC Lev Praha v KHL.

## Kariéra
V roce 2002 ho jako 198. celkově draftoval tým Atlanta Thrashers, kde 29. března 2006 podepsal dvouletou smlouvu, následně byl přeřazen na farmu. Ve své třetí sezóně v týmu AHL Chicago Wolves slavil s týmem výhru Calder Cupu. Po této úspěšné sezóně se přesunul do prvního týmu Atlanty, kde v ročníku 2008/2009 odehrál 53 zápasů, ve kterých zaznamenal 4 góly a 8 asistencí. Po roce v NHL se přesunul zpátky na farmu do Chicaga Wolves.
Dne 1. března 2010 byl vyměněn za Jevgenije Arťuchina do týmu Anaheim Ducks, kde ale odehrál pouze tři zápasy. V červenci téhož roku podepsal jednoletou smlouvu s celkem St. Louis Blues. Ani tam se ale natrvalo neprosadil a stihl odehrát pouze devět zápasů s bilancí jedné branky a dvou asistencí. 7. července 2011 opět měnil působiště, tentokrát se na jeden rok upsal Phoenixu Coyotes. Celou sezónu 2010/2011 strávil pouze na farmě v Portlandu, tam se mu povedlo jedenáctkrát skórovat.
Před ročníkem 2012/13 se stěhoval do Evropy, kde posílil nový tým Kontinentální hokejové ligy HC Lev Praha. Ihned se stal důležitým hráčem týmu, odehrál 43 zápasů, ve kterých si připsal devět bodů za tři branky a šest asistencí. Oystrick zůstal ve Lvu a před začátkem sezóny 2013/2014 se stal zástupcem kapitána. Po zániku klubu se vrátil do Severní Ameriky, kde v listopadu 2014 podepsal zkušební smlouvu s klubem Springfield Falcons, hrajícím v AHL. Plnohodnotou smlouvu si nevybojoval a od února 2015 do konce ročníku byl bez angažmá. V červenci 2015 se stal hrajícím asistentem trenéra v týmu Elmira Jackals v ECHL. Tato sezóna byla jeho poslední v roli hráče, u hokeje zůstal jako trenér. Mezi červencem a prosincem 2018 byl generálním manažerem a trenérem kanadského juniorského týmu Humboldt Broncos, jehož autobus měl v dubnu téhož roku nehodu, při které zemřela většina hráčů a několik členů realizačního týmu. Od roku 2022 je manažerem a trenérem klubu Wausau Cyclones, který hraje americkou juniorskou nižší ligu NA3HL.

## Ocenění a úspěchy
- 2000 SMAAAHL – První All-Star Tým
- 2002 BCHL – Nejlepší obránce
- 2004 CCHA – Druhý All-Star Tým
- 2005 CCHA – První All-Star Tým
- 2005 CCHA – Nejlepší defenzivní obránce
- 2006 NCAA – Druhý západní All-American Tým
- 2007 AHL – All-Star Game
- 2007 AHL – All-Rookie Tým
- 2007 AHL – Druhý All-Star Tým
- 2007 AHL – All-Star Game
- 2014 KHL – Nejlepší střelec mezi obránci
- 2014 KHL – Nejproduktivnější obránce

## Prvenství
- Debut v NHL – 14. října 2008 (Atlanta Thrashers proti Minnesota Wild)
- První asistence v NHL – 25. listopadu 2008 (Toronto Maple Leafs proti Atlanta Thrashers)
- První gól v NHL – 26. listopadu 2008 (Washington Capitals proti Atlanta Thrashers, kanadskému brankáři José Théodore)

## Klubové statistiky
| Sezóna      | Klub                         | Soutěž      |     | Základní část | Základní část | Základní část | Základní část | Základní část |   | Play off | Play off | Play off | Play off | Play off |
| Sezóna      | Klub                         | Soutěž      | Z   | G             | A             | B             | TM            | Z             | G | A        | B        | TM       |          |          |
| 2002/2003   | Northern Michigan University | NCAA        | 34  | 2             | 10            | 12            | 26            | —             | — | —        | —        | —        |          |          |
| 2003/2004   | Northern Michigan University | NCAA        | 39  | 8             | 20            | 28            | 98            | —             | — | —        | —        | —        |          |          |
| 2004/2005   | Northern Michigan University | NCAA        | 40  | 7             | 13            | 20            | 87            | —             | — | —        | —        | —        |          |          |
| 2005/2006   | Northern Michigan University | NCAA        | 38  | 9             | 20            | 29            | 58            | —             | — | —        | —        | —        |          |          |
| 2005/2006   | Chicago Wolves               | AHL         | 2   | 0             | 1             | 1             | 4             | —             | — | —        | —        | —        |          |          |
| 2006/2007   | Chicago Wolves               | AHL         | 80  | 15            | 32            | 47            | 105           | 15            | 0 | 6        | 6        | 16       |          |          |
| 2007/2008   | Chicago Wolves               | AHL         | 80  | 15            | 28            | 43            | 112           | 24            | 3 | 8        | 11       | 35       |          |          |
| 2008/2009   | Atlanta Thrashers            | NHL         | 53  | 4             | 8             | 12            | 50            | —             | — | —        | —        | —        |          |          |
| 2009/2010   | Chicago Wolves               | AHL         | 43  | 7             | 16            | 23            | 96            | 14            | 2 | 8        | 10       | 8        |          |          |
| 2009/2010   | Anaheim Ducks                | NHL         | 3   | 0             | 0             | 0             | 2             | —             | — | —        | —        | —        |          |          |
| 2010/2011   | Peoria Rivermen              | AHL         | 61  | 15            | 30            | 45            | 125           | 4             | 1 | 1        | 2        | 7        |          |          |
| 2010/2011   | St. Louis Blues              | NHL         | 9   | 1             | 2             | 3             | 9             | —             | — | —        | —        | —        |          |          |
| 2011/2012   | Portland Pirates             | AHL         | 60  | 11            | 32            | 43            | 107           | —             | — | —        | —        | —        |          |          |
| 2012/2013   | HC Lev Praha                 | KHL         | 43  | 3             | 6             | 9             | 42            | 4             | 0 | 3        | 3        | 2        |          |          |
| 2013/2014   | HC Lev Praha                 | KHL         | 43  | 2             | 14            | 16            | 36            | 22            | 4 | 7        | 11       | 10       |          |          |
| 2014/2015   | Springfield Falcons          | AHL         | 12  | 1             | 3             | 4             | 4             | —             | — | —        | —        | —        |          |          |
| 2015/2016   | Elmira Jackals               | ECHL        | 48  | 3             | 15            | 18            | 33            | —             | — | —        | —        | —        |          |          |
| NCAA celkem | NCAA celkem                  | NCAA celkem | 151 | 26            | 63            | 89            | 269           | —             | — | —        | —        | —        |          |          |
| AHL celkem  | AHL celkem                   | AHL celkem  | 338 | 64            | 142           | 206           | 553           | 57            | 6 | 23       | 29       | 66       |          |          |
| ECHL celkem | ECHL celkem                  | ECHL celkem | 48  | 3             | 15            | 18            | 33            | —             | — | —        | —        | —        |          |          |
| NHL celkem  | NHL celkem                   | NHL celkem  | 65  | 5             | 10            | 15            | 61            | —             | — | —        | —        | —        |          |          |